# The Patent Housekeeper
The Patent Housekeeper è un cortometraggio muto del 1912. Il nome del regista non viene riportato nei credit del film.

## Produzione
Il film fu prodotto dalla Edison Company.

## Distribuzione
Distribuito dalla General Film Company, il film - un cortometraggio di 145 metri - uscì nelle sale cinematografiche statunitensi il 9 marzo 1912. Nelle proiezioni, veniva programmato con il sistema dello split reel, accorpato in un'unica bobina con un altro cortometraggio prodotto dalla Edison, il documentario New York Poultry, Pigeon and Pet Stock Association, Madison Square Garden.